# 汶水路
汶水路是中華人民共和國上海市寶山區與靜安區的一條道路，西起真大路，東至俞涇浦與汶水東路相連，长度為5594米。道路名字來自於山西文水的衍化名稱汶水。道路上建有中環路高架。始建於1958年，當時僅建成万荣路以东路段，1986年延伸至沪太路，1994年再度延伸至真北路。